# 田浦インターチェンジ
田浦インターチェンジ（たのうらインターチェンジ）は、熊本県葦北郡芦北町にある南九州西回り自動車道（日奈久芦北道路）のインターチェンジである。

## 道路
- E3A 南九州西回り自動車道（日奈久芦北道路）

## 接続する道路
- 国道3号

## 歴史
- 2005年（平成17年）2月27日 : 日奈久IC - 田浦IC間開通に伴い供用開始[1]。
- 2009年（平成21年）4月29日 : 田浦IC - 芦北IC間開通[1]。

## 周辺
- 道の駅たのうら

## 隣
E3A 南九州西回り自動車道（日奈久芦北道路）
(2)日奈久IC - 田浦IC - 芦北IC